# St. Johann Baptist (Mooshausen)

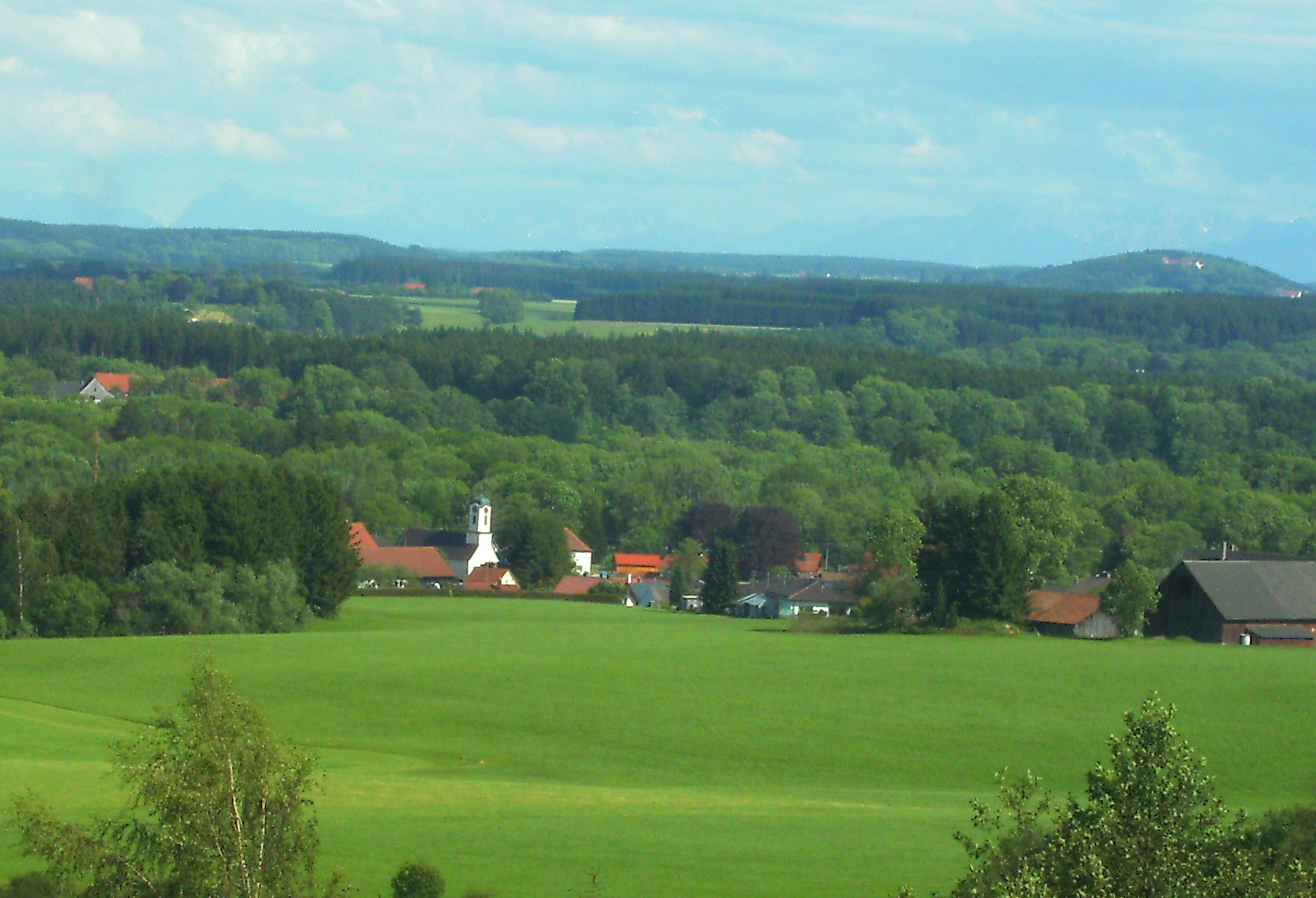
St. Johann Baptist (Mooshausen)

St. Johann Baptist ist die im Jahre 1771 erbaute Pfarrkirche von Mooshausen, einem Teilort von Aitrach im Landkreis Ravensburg. Die Kirchengemeinde gehört zur Seelsorgeeinheit Aitrachtal im Dekanat Allgäu-Oberschwaben der Diözese Rottenburg-Stuttgart.

## Geschichte
Die Kirche ist dem heiligen Johannes dem Täufer geweiht. Im Liber decimationis (1275) wird eine Pfarrei "Husen" erwähnt, die wohl mit Mooshausen zu identifizieren ist. Sie gehört zum Dekanat Dietenheim im Archidiakonat Illergau des Bistums Konstanz. 1353 wird der Ort im Liber taxationis als "Mosburghusen" erneut als Pfarrei des Dekanats Dietenheim erwähnt. Patronatsherr war der damalige Schlossherr von Marstetten. An Einnahmen werden in diesem Dokument 15 Malter Weizen und Hafer, 2 Pfund Heller sowie 30 Schillinge an Oblationen erwähnt. Mooshausen zählte damals 24 Haushalte, dadurch kann man von einer Personenzahl von 150 Personen ausgehen. 1508 fiel die Kirche an die ehemalige Reichsabtei der Prämonstratenser in Rot an der Rot.
Not, Elend, Angst und Schrecken brachte der von 1618 bis 1648 dauernde Dreißigjährige Krieg. 1633 zogen plündernde schwedische Truppen und ihre Hilfstruppen der Reformation im Gefolge nach Wallenstein durch die Gegend der mittleren Iller. Ganz Mooshausen wurde mitsamt der Kirche und Feldern niedergebrannt. Danach brach die Pest aus. Die Hälfte der Bevölkerung starb, die Pfarrei wurde aufgelöst und mit Aitrach vereint. Gottesdienste wurden in provisorisch hergerichteten Kirchen gehalten, da die Aitracher Kirche auch vollkommen zerstört war.

### Innenraum
Der barocke Hochaltar stammt aus dem Jahre 1740 von Mathias Ott aus Füssen im Ostallgäu. Bei einem Kirchenraub 1973 wurden die Figur des heiligen Sebastian, eine Pietà und schmerzhafte Muttergottes gestohlen. Über dem Tabernakel hängt eine Kopie des Bildes der Muttergottes vom Guten Rat. Das Original stammt aus einer Kirche bei Skutari in Albanien. Dort wurde es 200 Jahre verehrt, geriet aber bei der griechischen Kirchentrennung in Vergessenheit und kam dann auf wundersame Weise im 17. Jahrhundert auf dem Seeweg nach Italien und dort in ein Kloster der Augustiner-Eremiten in der italienischen Stadt Genazano. Neben der Orgel ist ein sogenanntes Armakreuz mit Marterwerkzeugen angebracht.
Pfarrer Johann Michael König wurde in einer Gruft unter der Kirche begraben. Eine Bodenplatte mit der Aufschrift MK zeigt die Stelle der Gruft.

### Heutige Kirche

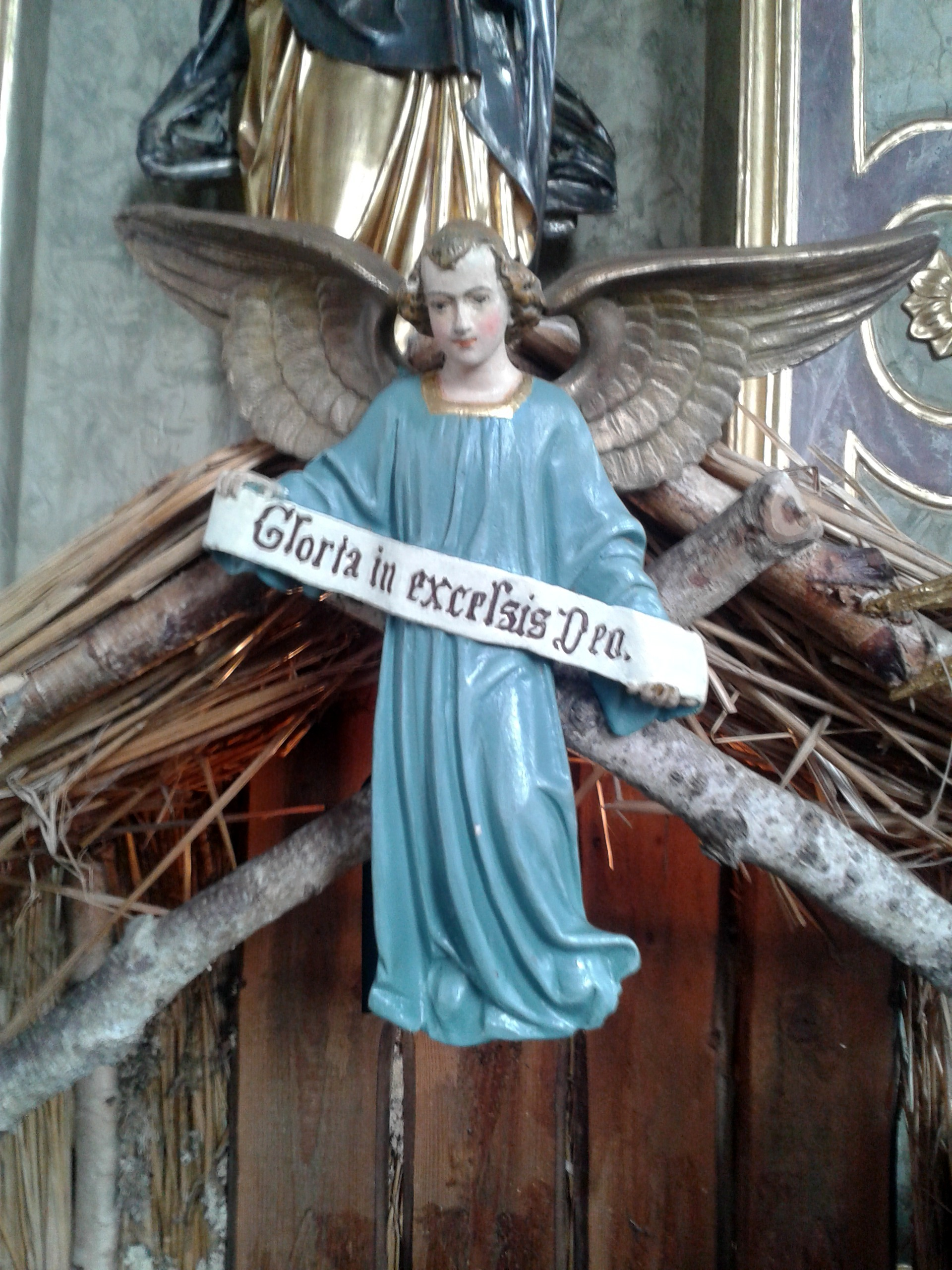
Krippe in der Kirche (2014)

1698 wurde die Kirche wieder aufgebaut. Die alte Kirche soll eine gotische Anlage gewesen sein. 1734 wurde das Pfarrhaus mit Stallungen und Zehntscheuer erbaut und 1749 vollendet. Es zog Pfarrer Johann Michael König in das Pfarrhaus ein. Die Gemeinde wurde zum Wallfahrtsort. Die Wallfahrer kamen wegen einer Pietà aus dem Jahre 1480, die die Plünderungen aus der Reformationszeit überstanden hatte. Bald war die Kirche zu klein. 1760 starb Pfarrer König. Am 28. Mai 1771 wurde unter Pfarrer Franziskus Huber aus Konstanz der Grundstein zur heutigen Kirche gelegt. 1784 war der Bau vollendet. 1867 wurde die Kirche unter Pfarrer Merkle nochmals vergrößert. 1901 kam es zu weiteren Umbau- und Renovierungsarbeiten, wobei eine neue Turmuhr angeschafft wurde. Der Fußboden wurde mit Solnhofer Platten ausgelegt, die ein einzelner Mooshausener Bürger stiftete.

### Romano Guardini und der Mooshausener Freundeskreis
Von 1917 bis 1956 wirkte Josef Weiger hier als Pfarrer und blieb auch nach seiner Pensionierung bis zu seinem Tod 1966 im Pfarrhaus wohnen. Um seine Person hatte sich ein großes Netzwerk von Schriftstellern, Künstlern, Theologen und weiteren Gesprächspartnern gebildet, was das Mooshausener Pfarrhaus vor allem in der Zeit des Nationalsozialismus zu einem bedeutsamen Ort des geistigen Widerstands machte. Der katholische Religionsphilosoph und Theologe Romano Guardini hielt sich nach der Aufhebung seines Berliner Lehrstuhls (1939) von 1943 bis 1945 ganz in Mooshausen auf, verfasste hier seine autobiographischen Aufzeichnungen sowie weitere wichtige bedeutsame Schriften und begann von hier aus 1945 mit einer umfangreichen Vortragstätigkeit im Nachkriegsdeutschland.

## Bekannte Zelebranten
- Walter Kardinal Kasper, Ehrenmitglied des Freundeskreises Mooshausen e. V.
- Marian Eleganti OSB, Missionsbenediktiner und Weihbischof von Chur